# Quatro Dissertações
Quatro Dissertações (em inglês: Four Dissertations) é uma coleção de quatro ensaios do filósofo iluminista escocês do século XVIII David Hume, publicado pela primeira vez em 1757.

## Os quatro ensaios
1. A História Natural da Religião
2. Das Paixões
3. Da Tragédia
4. Do padrão de gosto

## A História Natural da Religião
Neste ensaio, Hume oferece um relato naturalista pioneiro das causas, efeitos e desenvolvimento histórico da crença religiosa. Hume argumenta que um politeísmo grosseiro foi a religião mais antiga da humanidade e localiza as origens da religião na emoção, particularmente na esperança, no medo e no desejo de controlar o futuro. Ele argumenta ainda que o monoteísmo surge da competição entre as religiões, pois os crentes procuram distinguir suas divindades como superiores a todas as rivais, magnificando essas divindades até que possuam todas as perfeições. Embora um monoteísmo esclarecido seja mais racionalmente defensável do que um politeísmo supersticioso, na prática o politeísmo tem muitas vantagens. Em particular, argumenta Hume, as religiões monoteístas tendem a ser mais intolerantes e hipócritas, resultam em maiores absurdos intelectuais e promovem "virtudes monásticas" socialmente indesejáveis, como mortificação, humilhação e sofrimento passivo.
Hume conclui a "História Natural" com uma nota de ceticismo característico:

O todo é um enigma, um enigma, um mistério inexplicável. Dúvida, incerteza, suspensão de julgamento parecem ser o único resultado de nosso escrutínio mais acurado, sobre este assunto. Mas tal é a fragilidade da razão humana, e tal o irresistível contágio da opinião, que mesmo esta dúvida deliberada dificilmente poderia ser sustentada; não ampliamos nossa visão e, opondo uma espécie de superstição a outra, as colocamos em disputa; enquanto nós mesmos, durante sua fúria e contenda, escapamos alegremente para as calmas, embora obscuras, regiões da filosofia.

## Das Paixões
Hume começa as paixões dando um exemplo banal do que são o Bem e o Mal. Bom, sendo prazer. Mal, sendo dor. Ele então começa a analisar a emoção como uma faculdade de raciocínio da mente humana. Ele argumenta que não apenas as emoções podem se misturar, elas também podem destruir umas às outras. Ele também argumenta que nossa imaginação e sentimentos se combinam para criar uma impressão de algo/alguém. Por exemplo, você vê sua nota em um teste e ela é boa, então você atribui essa boa nota a ter um bom professor, e talvez até um interesse na aula também. Hume tenta excluir a religião de nossa faculdade de raciocínio de certo e errado na medida em que tomamos nossas decisões com base na paixão dominante durante aquele momento. Sua esposa pode se divorciar de você, mas aposto que ganhar na loteria faria você esquecer isso.

## Da Tragédia
Of Tragedy é onde Hume considerou por que gostamos de drama trágico. Ele estava preocupado com o motivo pelo qual os espectadores encontram prazer na tristeza e na ansiedade retratadas em uma tragédia. Ele decidiu que isso era porque o espectador está ciente de que está testemunhando uma performance dramática. Há prazer em perceber que os terríveis acontecimentos que estão sendo mostrados são, na verdade, ficção.
Hume centra-se na tragédia e na sua relação com as paixões. Até agora, a visão de Hume sobre essa relação foi formulada de muitas maneiras diferentes, uma das quais é a teoria da conversão de Hume. De acordo com essa teoria, paixões dolorosas são transformadas em prazerosas usando meios retóricos estilísticos e formais. Esta visão tem sido constantemente provada, refutada, editada e alterada por seus apoiadores ou seus críticos. No entanto, na maioria dos casos, os defensores ou os críticos concordam que a tragédia induz ao prazer usando meios poéticos ou retóricos e estilísticos.

## Do Padrão do Gosto
Do padrão do gosto foi um ensaio seminal sobre estética que é inovador porque exige que Hume aborde a aparente relatividade do gosto, uma conclusão que parece resultar de sua própria suposição de que o "bom" ou "beleza" de uma boa obra de a arte é idêntica às respostas humanas positivas que ela gera. O foco do ensaio no sujeito (o espectador, o leitor) em vez do objeto (a pintura, o livro) é típico dos "sentimentalistas" britânicos ou teóricos do senso moral do século XVIII. Ao contrário dos filósofos franceses do século XVIII, que buscavam uma definição objetiva de beleza, a escola britânica tendia a buscar as conexões entre gosto e julgamentos estéticos.

### Resumo
Hume começa com a observação de que há muita variedade no gosto das pessoas (ou nos julgamentos estéticos que as pessoas fazem). No entanto, Hume argumenta que existe um mecanismo comum na natureza humana que dá origem e muitas vezes até fornece justificativa para tais julgamentos. Ele considera esse sentido estético bastante semelhante ao sentido moral pelo qual argumenta em seu livro 3 de A Treatise of Human Nature (1739-1740) e em An Inquiry Concerning the Principles of Morals (1751). Além disso, ele argumenta que isso ainda deixa espaço para a capacidade de refinar o paladar estético. (Fieser, 2006, §2)
Hume tomou como premissa que a grande diversidade e desacordo em matéria de gosto tinha duas fontes básicas - o sentimento, que variava naturalmente até certo ponto, e a facilidade crítica, que podia ser cultivada. Cada pessoa é uma combinação dessas duas fontes, e Hume se esforça para delinear as qualidades admiráveis de um crítico, para que possam aumentar seu senso natural de beleza em uma faculdade confiável de julgamento. Há uma variedade de qualidades do bom crítico que ele descreve, cada uma das quais contribui para uma capacidade de julgar, em última análise, confiável e justa.